# Serviam – Ich will dienen
Serviam – Ich will dienen (englischer Titel Serviam – I Will Serve) ist ein österreichischer Spielfilm von Ruth Mader aus dem Jahr 2022 mit Maria Dragus, Petra Morzé und Udo Samel. Premiere des Thrillers war am 9. August 2022 beim Locarno Film Festival, wo der Film in den internationalen Wettbewerb um den Goldenen Leoparden eingeladen wurde. Der österreichische Kinostart fand am 2. Dezember 2022 statt.

## Handlung
Der Film spielt in einem katholischen Mädcheninternat für Töchter wohlhabender Eltern in der Nähe von Wien. In dieser abgeschlossenen Umgebung kämpft eine Ordensschwester mit autoritären Methoden um den Glauben jedes einzelnen Kindes. Von der Ordensschwester ermutigt ist die 12-jährige Martha bereit, sich für die Sünden der Welt zu opfern.

## Produktion und Hintergrund
Die Dreharbeiten fanden an 35 Drehtagen vom 5. Juli bis zum 20. August 2021 in Wien und Niederösterreich statt. Gedreht wurde unter anderem im Kreuzgang, im Klostergarten, in der Orangerie und im Haupthof des Stifts Zwettl sowie in der Ursulinenschule im 23. Wiener Gemeindebezirk Liesing.
Unterstützt wurde die Produktion vom Österreichischen Filminstitut, vom Filmfonds Wien, von Filmstandort Austria (FISA) und vom Land Niederösterreich. Beteiligt war der Österreichische Rundfunk. Produziert wurde der Film von der österreichischen Epo-Film der Produzenten Dieter und Jakob Pochlatko und der Ruth Mader Filmproduktion. Den Vertrieb übernahm Playtime. Das Budget betrug rund 3,2 Millionen Euro.
Die Kamera führte Christine A. Maier, die Montage verantwortete Niki Mossböck und das Casting Marion Elisabeth Rossmann und Martina Poel. Das Kostümbild gestaltete Tanja Hausner, das Szenenbild Renate Martin und Andreas Donhauser, den Ton Hjalti Bager-Jonathansson, Nils Kirchhoff, Karim Weth und Alexander Koller und das Maskenbild Michaela Payer und Reinhard Kirnich.
Regisseurin und Drehbuchautorin Ruth Mader war selbst in einem Internat (St. Ursula im 23. Wiener Gemeindebezirk), die Geschichte des Films ist allerdings frei erfunden. Serviam – Ich will dienen stand als Motto auf der Turnbekleidung, die sie in dem katholischen Internat getragen hatte, in dem sie sechs Jahre lang war. Die Dreharbeiten fanden unter anderem an ihrer alten Schule statt. Die Handlung wurde in den 1980er-Jahren angesiedelt, weil in den katholisch geführten Einrichtungen die getrennt-geschlechtliche Erziehung nur bis Anfang der 1990er-Jahre erlaubt war. Der Bußgürtel wird unter anderem im Opus Dei getragen.
Das Filmfest Hamburg widmete Ruth Mader 2022 neben Santiago Mitre die Sektion Gegenwartskino im Fokus, in der neben der Deutschlandpremiere von Serviam – Ich will dienen auch frühere Werke wie Gfrasta, Struggle, Life Guidance und What is Love gezeigt wurden.
Produzent Dieter Pochlatko wurde Anfang Oktober 2021 von der Anwältin der Eltern einer minderjährigen Darstellerin über ein Foto von Florian Teichtmeister informiert und zugleich aufgefordert, zu veranlassen, dass er sich dieser Schauspielerin nicht mehr nähert. Teichtmeister wurde von sämtlichen Einladungslisten gestrichen und es fanden auch keine Promotionevents mit ihm statt. Teichtmeister hatte einen einzigen Drehtag im Juli 2021.

## Rezeption
Roland Meier bewertete den Film auf outnow.ch mit fünf von sechs Sternen und bezeichnete ihn als gekonnte Abrechnung mit Fanatismus aller Art, welcher die 1980er-Jahre unaufdringlich wiederaufleben und die junge Maria Dragus brillieren lässt. In Ruth Maders Film sei der Horror so behutsam, dass alle nur innerlich schreien würden. Lediglich der Score dröhne bedrohlich laut. So kühl die Gefühlswelt der Nonne in der Hauptrolle, so chillig die Bildgestaltung innerhalb der abstoßenden Architektur des Filmsets.
Rouven Linnarz vergab auf film-rezensionen.de neun von zehn Punkten. Der Film sei eine gelungene Mischung aus Glaubensdrama und Mystery, die von der ersten Minute an den Zuschauer in eine bedrückend-oppressive Atmosphäre versetze, in der Weltbilder aufeinandertreffen und Vertreter beider Seiten darum kämpfen, die Unschuldigen und Manipulierbaren für ihre Dienste zu gewinnen.
Ronald Pohl meinte auf DerStandard.at, dass die wahre Heldin dieser statischen Versuchsanordnung von einem Film die Kamera von Christine A. Maier sei. Der neurotischen Aufladung junger Seelen entspreche das panoptische Interesse an Blickachsen und langen verwaisten Korridoren. Der Einsamkeit entspreche die Totale eines Hauses, dessen Fensterfront einem Kalender voller starrer Kerzenlichter entspricht.

## Auszeichnungen und Nominierungen
Diagonale 2005
- Auszeichnung mit dem Hauptpreis des Carl-Mayer-Drehbuchpreises für das Drehbuch (Ruth Mader, Martin Leidenfrost)[8][20]

Thomas-Pluch-Drehbuchpreis 2023
- Nominierung für den Hauptpreis und den Spezialpreis der Jury (Ruth Mader, Martin Leidenfrost)

Österreichischer Filmpreis 2023
- Nominierung in der Kategorie Beste Maske (Michaela Payer)